# 北橋悠佑
北橋 悠佑（きたはし ゆうすけ　1984年7月3日- ）は、日本のプロデューサー、マネージャー。吉本興業所属。

## 来歴
大阪府堺市出身。関西大学第一高等学校、関西大学卒業。大学時代には関西大学体育会サッカー部にて全国総理大臣杯優勝（2006年） 全国インターカレッジ選手権ベスト4の実績を持つ（2006年、2007年)。卒業後も関大クラブにてプレー。ポジションはミッドフィルダー。
2007年、吉本興業入社。東京本部に配属され今田耕司のマネージャーを担当。大阪本社転属後、笑福亭仁鶴、中田カウス・ボタンのマネージャーを担当。2013年、企画営業兼よしもと幕張イオンモール劇場担当。
高校・大学の同窓であるジャルジャルの企画に携わることが多い。主なプロデュース案件としてジャルジャルのロンドン公演「JARUJARU IN LONDON」（2010年）、YouTube企画「JARUJARU TOWER」（2017年）、オンラインサロン「ジャルジャルに興味ある奴(ネタサロン）」など。

## プロデュース作品
- 小籔千豊、相武紗季らが出演の映画「FLY! 平凡なキセキ」（2012年）
- 5upよしもと「THE FINAL COUNTDOWN LIVE」大阪府立体育会館（2012年）
- グランジ「BEST NETA LIVE」（2012年）※DVD販売1万枚クリアしなければ吉本解雇
- 渡辺直美「渡辺直美展」（2016年）
- 野性爆弾くっきーの「超くっきーランド」（2017年）　※台湾、中国、NYへの進出なども手掛ける。NYでは、最も注目する5人のアーティストや1000万円分の絵画が購入されるなどをコーディネート。
- Amazon Prime Video「カラフル～笑いの力で77億再生」（2020年）
- 「映画 えんとつ町のプペル」（2020年）プロデューサー/日本アカデミー賞　アニメーション優秀作品賞受賞